# Estnischer Eishockeypokal
Der Estnische Eishockeypokal war der nationale Pokalwettbewerb in Estland im Eishockey. Er wurde in den Jahren 1996, 1997, 1998 und 2007 ausgetragen. Der Rekordsieger ist Tartu Välk 494 mit zwei Titelgewinnen.

## Geschichte
Die erste Austragung des Pokalwettbewerbs wurde 1996 mit vier Teams im K.-o.-Modus ausgespielt; nach den Halbfinalduells trafen die beiden siegreichen Mannschaften im Endspiel aufeinander. Narva Kreenholm setzte sich gegen THK-88 Tallinn durch und errang als erste estnische Mannschaft das nationale Double. Dasselbe gelang ein Jahr später auch Tartu Välk 494 und 2007 den Tallinn Stars. Der Turniermodus blieb ein Jahr später weitgehend unverändert und fand mit vier teilnehmenden Teams statt, wobei die Finalisten nun eine zweite Endspielpartie absolvierten. Die verkürzt ausgespielte dritte Auflage des Wettbewerbs im Kalenderjahr 1998 beinhaltete lediglich eine Finalserie zwischen Tartu Välk 494 und Central Kohtla-Järve.
Nach neun Jahren Pause wurde im März und April 2007 die vierte Auflage des Pokalwettbewerbs mit acht Mannschaften ausgespielt. Die Turnierform beinhaltete zunächst die Viertelfinals mit jeweils einer Begegnung pro Team im K.-o.-Modus. Die Halbfinalserie fand im Anschluss in zwei Partien statt, während die beiden Finalisten eine Serie von drei Finalspielen absolvierten.

## Titelträger
| Saison | Sieger          | Finalist             | Ergebnis                 |
| 1996   | Narva Kreenholm | THK-88 Tallinn       | 4–2                      |
| 1997   | Tartu Välk 494  | Keemik Kohtla-Järve  | 1–3, 7–1                 |
| 1998   | Tartu Välk 494  | Central Kohtla-Järve | 5–5 (2–1 n. P.) 7–3, 8–4 |
| 2007   | Tallinn Stars   | Narva PSK            | 1–7, 4–2, 3–2            |